# Кочетков Олександр Сергійович

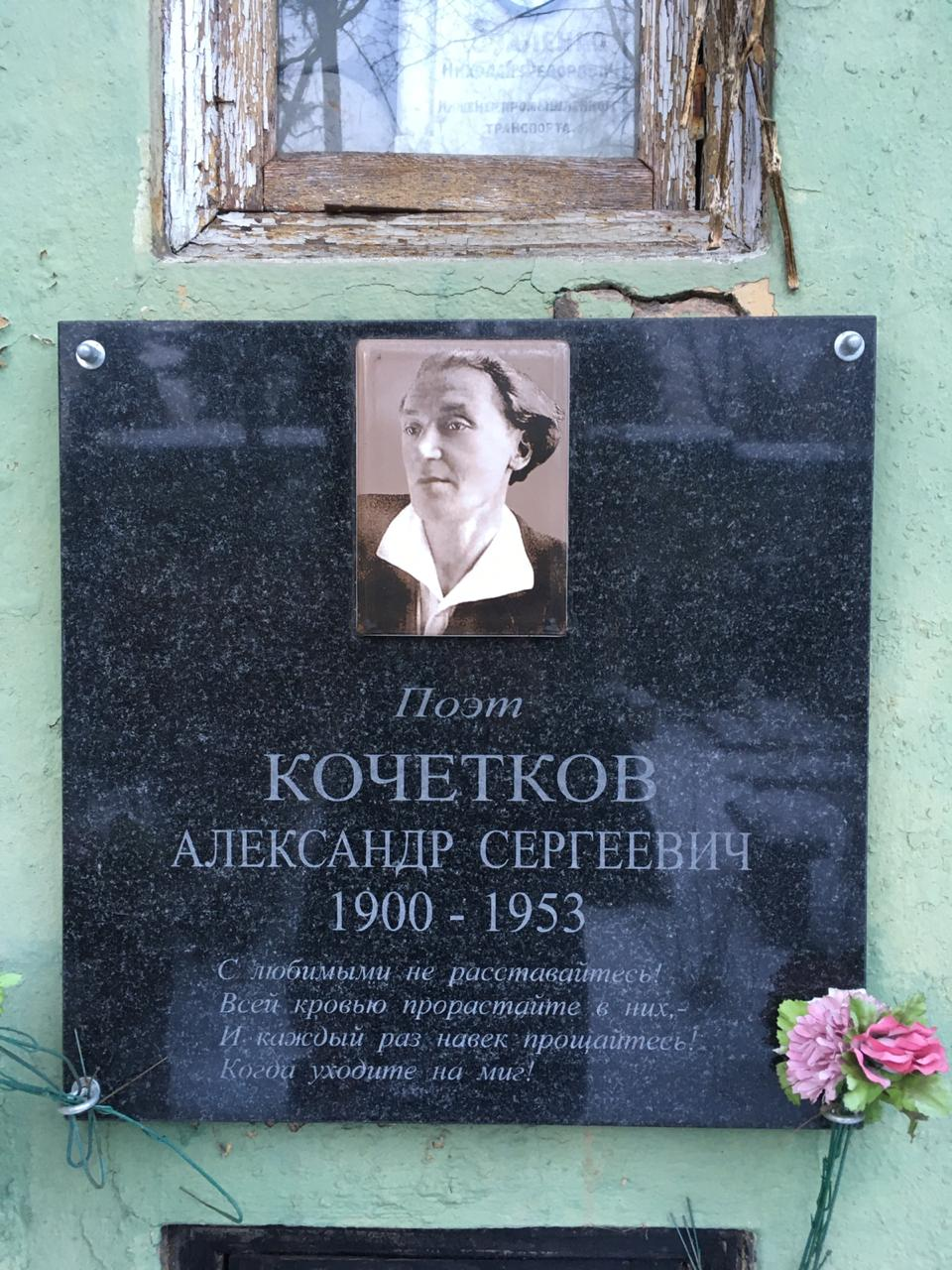

Олександр Сергійович Кочетков (рос. Алекса́ндр Серге́евич Кочетко́в; нар. 12 травня 1900, Лосіноострівська, Московська губернія, Російська імперія — пом. 1 травня 1953, Москва, СРСР) — російський радянський поет, перекладач.

## Біографія
Олександр Кочетков народився 12 травня 1900 року в робітничій родині, яка, того часу, мешкала на Лосіноострівській вузловій станції Ярославського напрямку Московської залізниці. 1917 року він закінчив Лосіноострівську гімназію. Згодом, навчався на філологічному факультеті Московського університету.  
Олександр Кочетков почав писати вірші ще в юнацтві. З 17 років був учнем поетеси Віри Меркур'євої, потім познайомився і зблизився з В'ячеславом Івановим: «1921 року я зустрів милого, прекрасного й дивовижного Кочеткова», — згадував митець згодом.   
Єдиним прижиттєвим виданням творів Олександра Кочеткова були вірші в альманаху «Золотая зурна» (Владикавказ, 1926). Його п'єси за життя не друкувались. Водночас, переклади Олександра Сергійовича часто публікувались у радянській періодиці.  

### З коханими не розлучайтесь...
Всенародну славу Олександру Кочеткову приніс вірш «Балада про прокурений вагон», найбільше відомий за рядком «З коханими не розлучайтесь». Вірш був написаний 1932, але вперше виданий тільки в 1966 році в збірці «День поезії» за сприяння українського літературознавця і пропагандиста творчості поета — Лева Озерова. «Балада...» стала шлягером другої половини XX століття завдяки тому, що прозвучала у фільмі Е. Рязанова «Іронія долі, або З легким паром!». Рядком з «Балади» названа п'єса О. Володіна, за якою був знятий однойменний фільм. «Балада ...» була написана під враженням від випадкового порятунку: восени 1932 року, щоб відстрочити на три дні розставання зі своєю дружиною, Інною Григорівною Прозрітелевою, Олександр Кочетков здав квиток на потяг Сочі-Москва, який на станції Любліно-Дачне потрапив у аварію. Загинуло 36 осіб, постраждала 51 людина. За рішенням суду винними в катастрофі були визнані начальник станції (розстріляний), черговий станції (отримав 8 років), сторож (засуджений до 6 років ув'язнення), сигналіст (засуджений на 1 рік). У першому ж листі, отриманому Інною Григорівною з Москви, був цей вірш. Перший пік популярності ще неопублікована «Балада ...» пережила в роки Німецько-радянської війни, вірш переписували й переказували напам'ять. На думку літературознавця І. Кукуліна, «Балада» могла послужити зразком для Костянтина Симонова, який написав під час війни вірш «Чекай мене».

### Творча діяльність
Серед перекладів Олександра Кочеткова: антології народних пісень «Чарівний ріг юнака» німецьких письменників Арніма та Брентано (повністю не була надрукована), роман Бруно Франка про творчість іспанського письменника Сервантеса, поезії Гафіза, Анварі, Фаррухі, Унсарі, Ес-Хабіб Вафа, Антала Гідаша, Шиллера, Корнеля, Расіна, Беранже, грузинських, литовських, естонських поетів. Брав участь у перекладах епосів («Давид Сасунський», «Алпамиш», «Калевіпоеґ»).
Автор п'єс у віршах «Коперник» (Театр Московського планетарію), «Вільні фламандці» (у співавторстві зі С. Шервінським), «Надія Дурова» (у співавторстві з К. Липскеровим).

### Місце поховання
Урна з прахом поета похована на Донському кладовищі (колумбарій 14, секція 84)   . До 2014 року, перед тим як поховання було виявлено членами Товариства некрополістов, урна знаходилась за склом і майже розсипалася, а напис «поет Олександр Сергійович Кочетков» було важко прочитати. Нині на тому місці встановлена плита з портретом Олександра Сергійовича Кочеткова і рядками «З коханими не разлучайтесь...».